# Dieta
La dieta, parola derivata dal termine latino diaeta, derivato a sua volta dal termine greco δίαιτα, dìaita, «stile di vita», in modo particolare nei confronti dell'assunzione di cibo, indica l'insieme degli alimenti che gli animali e gli esseri umani assumono abitualmente per la loro nutrizione ovvero lo spettro alimentare.

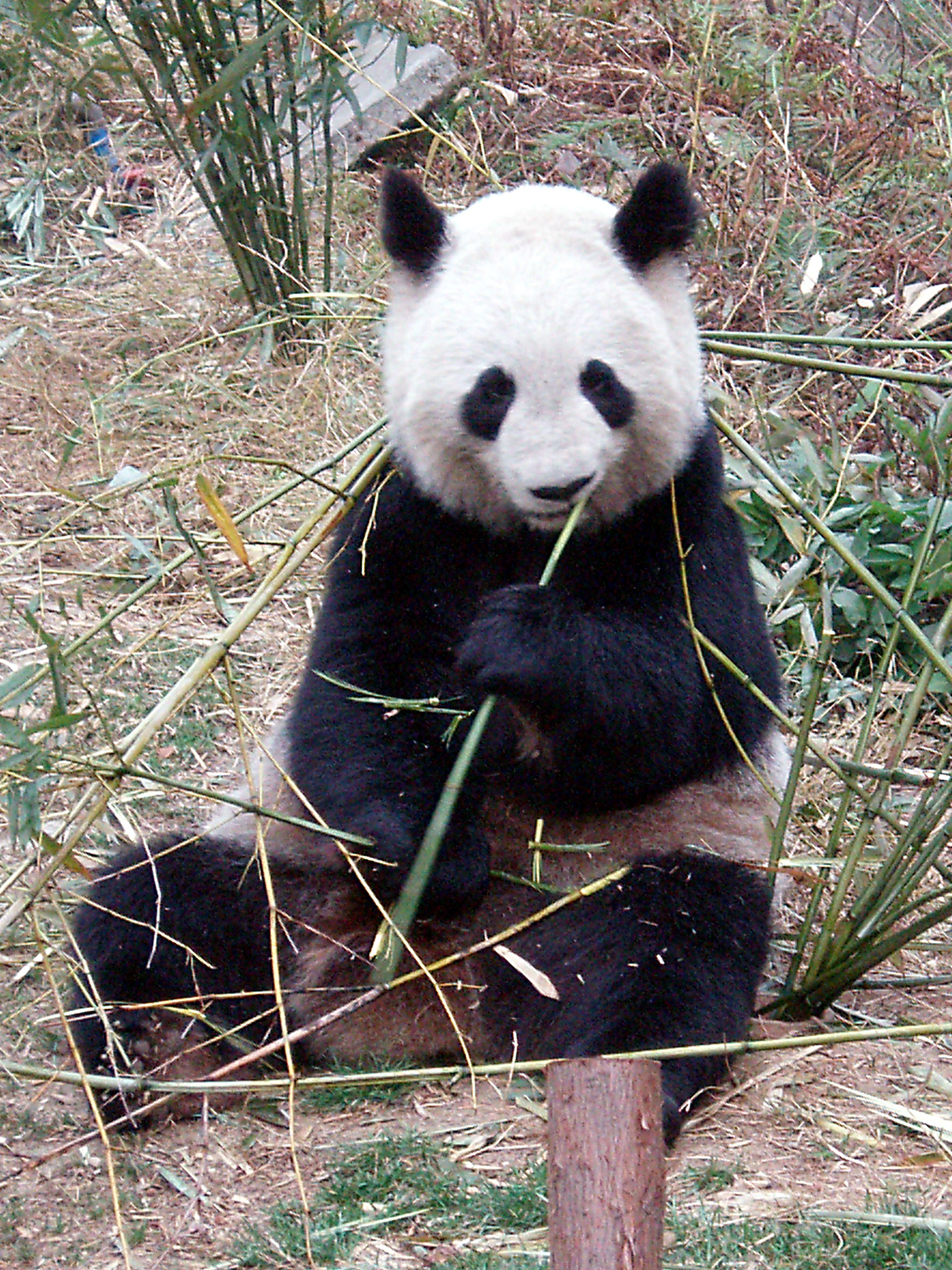
Panda che si nutre di bambù

## Premessa
Regime alimentare, in italiano corrente, si sovrappone abitualmente al termine dieta. Questo indica metodi per variare il peso corporeo, per attenersi alle prescrizioni relative a particolari quadri clinici, come quelle per ottenere differenti risultati sul proprio fisico, per esempio, le diete dell'atleta.
La dieta pertanto non è necessariamente privativa, infatti può essere uno stile di vita che magari si abbina a pratiche sportive o ricreative.

## Generalità
Gli organismi viventi eterotrofi necessitano dell'introduzione di nutrienti per il fabbisogno energetico, tramite reazioni ossidoriduttive, e per le necessità di costituzione del proprio organismo. Nel caso degli animali l'introduzione è definita dieta.

## Dieta nei differenti organismi
Una dieta definisce quindi, in senso lato, cosa l'animale mangia. Se le piante, autotrofe, sintetizzano le sostanze nutritive direttamente, gli animali dipendono da una o più specie per il cibo. Una dieta carnivora, erbivora o altro ha una grande e fondamentale influenza sul comportamento animale. Essa determina, in particolare, lo stato di predatore o preda nella catena alimentare. La pratica comportamentale può essere molto variata per gli onnivori alimentari o più o meno specializzata per organismi stenofagi.
La specializzazione per una fonte di cibo aziona anche l'evoluzione delle varie strutture anatomiche connesse all'assunzione ed elaborazione del cibo, l'apparato digerente.
Alcune specie animali hanno diete nello stadio larvale o giovanile e diete negli adulti; il girino degli anfibi, per esempio, è erbivoro o detritivoro, gli adulti carnivori. Questo vale in generale per i mammiferi, che allattano i piccoli dalla nascita.

### Regimi dietetici carnivori
- Afidivorismo, che si nutre di afidi: coccinelle, crisope o perle.
- Cannibalismo, che si nutre di esemplari della sua stessa specie
- Carnivorismo in senso stretto, o carnivoro che si nutre prevalentemente di carne animale: felidi e canidi
- Necrofagia, scavenger o spazzino, che si nutre di carogne, animali morti: iene, avvoltoi
- Entomofagia o insettivorismo, si nutrono principalmente di insetti: rane, talpe
- Ematofagia, che si nutre prevalentemente di sangue, come pulci e zecche
- Piscivorismo o ittiofagia, che si nutre prevalentemente di pesci: la lontra, il falco pescatore
- Lepidofagia, che si nutre di squame di pesce
- Malacofagia, che si nutre prevalentemente di molluschi
- Mirmecofagia, che si nutre prevalentemente di formiche: formichieri
- Oofagia, che si nutre di uova: Biacco
- Ofiofagia, che si nutre di serpenti
- Ornitofagia, che si nutre prevalentemente di uccelli
- Planktivoro, nutrendosi principalmente di plancton: balene
- Vermivoro, che si nutre prevalentemente di vermi
- Saprofagia, che si nutre di materiale decomposto, animale o meno: le mosche carnarie
- Zoofagia, alimentazione in generale su base animale.

### Regimi dietetici erbivori
- Baccivoro, che si nutre di bacche: Bluebird orientale
- Frugivoro, che si nutre principalmente di frutta: scimmie arboricole, pipistrelli della frutta
- Exsudativoro o gommivoro, che si nutre di essudati di piante gomme e linfa: ustitì
- Folivoro, che si nutre di foglie
- Granivoro, che si nutre principalmente di semi: passeracei, muridi
- Erbivoro o fitofago, che si nutre principalmente di erba, piante della vegetazione prativa: ruminanti
- Mellifago, che si nutre prevalentemente di miele
- Nettarivoro che nutre principalmente di nettare: colibrì
- Pollinivoro, che nutrono principalmente di polline, molti imenotteri apoidei
- Xilofago o lignivoro, che si nutre prevalentemente di legno: termiti, Cerambici
- Zeofago, che si nutre di mais

### Altre diete
- Absorbotropia, alimentazione da assorbimento: verme parassita
- Adefago, che si nutre voracemente (da non confondersi con l'omonimo raggruppamento dei coleotteri)
- Batteriofago, che si nutre prevalentemente di batteri
- Coprofago, alimentati principalmente da sterco: lo scarabeo stercorario
- Detritofago o spazzino, nutrizione principalmente di detriti, cadaveri, escrementi
- Geofago, che si nutre prevalentemente di terra, e del suo contenuto organico come i lombrichi
- Limivoro, che trova il suo cibo nel fango
- Litofago, che si nutre variamente, ma attacca le rocce: dattero di mare
- Mallofagi, che si nutre prevalentemente di sangue e parti cutanee di uccelli
- Melofago, che si nutre prevalentemente di sangue di pecora
- Micetofago o micofago, che si nutre principalmente di funghi: Mycetophilidae
- Microfago, che assorbe e digerisce particelle o cellule di piccole dimensioni: fenicotteri, balene, squali balena
- Onnivoro, che ha la capacità di nutrirsi di alimenti d'origine vegetale o animale: scimpanzé, riccio, uomo, opossum, orso.
- Polifago, in genere sinonimo di animali appartenenti a diversi schemi nutrizionali, e da non confondersi con l'omonimo raggruppamento di coleotteri
- Pantofago che si nutre prevalentemente di tutto indiscriminatamente, spesso sinonimo di onnivoro
- Saprofago, nutrentesi principalmente da materia in decomposizione
- Spermovoro o Spermofago, che si nutre prevalentemente di liquido seminale
- Saproxilofago, che si nutre prevalentemente di legno morto in decomposizione: le larve di alcuni coleotteri come i lucanidi
- Spongivoro, che si nutre prevalentemente di spugne
- Xerofago, a regime alimentare secco

## Le diete umane
La specie umana è in grado di consumare una grande varietà di materiali vegetali e animali.
Durante il paleolitico l'Homo sapiens impiegava caccia pesca e raccolta quali fonti primarie di cibo, alternando ai vegetali spontanei (frutti, semi, radici, tuberi, funghi) le proteine animali (carne, pesce, insetti, molluschi, crostacei). Si è provato che gli umani abbiano usato il fuoco sin dal tempo della predominanza dalla specie Homo erectus, che del fuoco faceva documentato uso, probabilmente anche per preparare e cucinare cibo prima di consumarlo. L'uso del fuoco è diventato documentatamente regolare nelle specie H.sapiens e H.neanderthalensis. Si ipotizza su basi scientifiche che un motore evolutivo per H. erectus, il primo ominide documentatamente in grado di cuocere i cibi, sia stato costituito dal ricavare con la cottura più calorie dalla dieta, diminuire le ore dedicate all'alimentazione superando le limitazioni metaboliche che negli altri primati non hanno permesso un'encefalizzazione e uno sviluppo neuronale legato alle dimensioni del cervello in proporzione alle dimensioni corporee. Questo, unito a un crescente consumo di proteine animali, documentatamente ascritto alla separazione Homo-Australopithecus, o H.habilis-H.erectus avrebbe costituito un potente impulso evolutivo. Lo studio della dieta ha prodotto lo sviluppo d'una scienza alimentare. In genere, gli uomini possono sopravvivere da due a otto settimane senza cibo, a seconda del grasso depositato nel corpo. La sopravvivenza senz'acqua è invece limitata a non più di tre, quattro giorni. La carenza di cibo resta un serio problema, con circa 300.000 morti per fame ogni anno. In realtà esiste anche il problema contrario alla fame, l'obesità, che nei paesi industrializzati cresce in maniera quasi epidemica, portando problemi di salute e aumentando la mortalità. L'uomo ha sviluppato l'agricoltura e l'allevamento all'inizio del Neolitico, circa diecimila anni fa, che ha rivoluzionato il tipo di cibo che l'uomo assume, passando velocemente a una dieta base ricca di carboidrati amilacei da cereali, proteine vegetali da legumi e proteine animali, probabilmente in minore quantità, da latte, uova, e carne di specie allevate, lipidi da semi. Si trattava di calorie a reperibilità facilitata rispetto all'ottenimento con la caccia e con la raccolta. La disponibilità di calorie per un sempre più elevato numero di individui ha contribuito allo sviluppo di popolazioni, città e, a causa dell'aumento della densità della popolazione, a una maggiore diffusione delle malattie infettive epidemiche, nonché a variazioni nella costituzione fisica e nei caratteri antropometrici. Il tipo di cibo che si consuma e il modo in cui si prepara varia da cultura a cultura e nel corso del tempo. Progressivamente vennero introdotti nella dieta nuovi cibi. La dieta umana rispecchia i fabbisogni sostanziale e energetico, oltre che le condizioni di vita e abitudini alimentari che la persona segue. Determina, assieme con le caratteristiche metaboliche individuali il peso corporeo.

### Diete di esclusione
La dieta umana è influenzata da numerosi fattori, tra cui:
- la reperibilità di sostanze nutritive nell'ambiente di vita
- le regole igieniche, culturali e religiose
- le condizioni economiche, le abitudini, le preferenze, le ideologie o le scelte alimentari.

Un certo numero di umani consumano cibi crudi, altri si astengono dalla carne, di tutti o di alcuni tipi, altri ancora non consumano prodotti derivanti da animali, e ciò per diversi motivi, quali la religione, l'etica o la salute; la dieta umana dipende dalla cultura e dall'ambiente, contemplando popoli come gli Inuit, praticamente carnivori, e vasti strati di popolazioni tropicali pressoché vegetariane.

### Diete dimagranti
Nel gergo comune il termine dieta viene usato per indicare i metodi per dimagrire. Sono un regime alimentare volto alla diminuzione del peso corporeo. Devono essere consigliate e studiate caso per caso da un medico o un biologo nutrizionista. I dietisti possono rilasciare diete solo sotto ausilio medico. Spesso però le diete sono scelte in modo arbitrario dagli individui che ritengono di dovere ridurre il proprio peso, spesso per avvicinarsi a un determinato canone di bellezza. Malgrado vi siano numerose fonti (riviste, siti web, o il semplice sentito dire) che suggeriscono questa o quella dieta, intraprendere una dieta dimagrante senza stretto controllo medico può comportare rischi per la salute e danni permanenti. Le diete dimagranti si basano generalmente su un regime ipocalorico, inteso a ridurre l'apporto di calorie con i cibi, privilegiando gli alimenti meno ricchi in nutrienti calorici come i lipidi e i glucidi. Molte diete inoltre si basano su una generale riduzione dell'assunzione di cibo, indipendentemente dal tipo di alimento. Segno di una dieta dimagrante scorretta è l'effetto yo-yo, ovvero la perdita e il riacquisto di peso conseguente a diete eccessivamente ipocaloriche per adattamento del metabolismo. L'adozione di un regime alimentare controllato non è sufficiente: per controllare il peso è necessario anche svolgere attività fisica regolare.

### Diete etiche
Motivazioni di tipo etiche, legate al rispetto dei diritti umani, dei diritti degli animali, della salubrità ambientale e della tutela della biodiversità danno origine a specifiche diete di esclusione, fra cui rientrano il semivegetarianismo, il pescetarianismo, il vegetarianismo, il veganismo, il fruttarismo o diete che privilegiano l'uso di prodotti alternativi a Km0, biologici, equosolidali e cruelty-free. Negli ultimi tempi si è diffuso il vegetarianismo con diete che escludono carne e pesce e tutti i loro derivati e il veganismo con diete che sono a base di soli alimenti vegetali. Queste diete possono avere vantaggi per la salute, grazie alle numerose virtù nutrizionali di frutta, verdure, legumi e alimenti integrali presenti in grande quantità ma possono anche provocare gravi carenze nutrizionali, in particolare per la vitamina B12, calcio, vitamina D, ferro, iodio, zinco e acidi grassi omega-3, oltre a portare a una maggiore incidenza di alcune patologie. Non corrono rischi coloro che seguono una dieta appartenente al semivegetarianismo. Chi segue una dieta semivegetariana, non avendo eliminato completamente dalla dieta gli alimenti di origine animale, non è a rischio di alcuna carenza.

### Diete salutistiche
Un particolare tipo di diete di esclusione si basano sull'eliminazione di alcuni cibi ritenuti dannosi sulla base dello stato di salute o per il mantenimento di uno stato di salute ottimale. Rientrano fra queste diete quelle strettamente mediche, come quella per i celiaci, e quelle strettamente alternative come il crudismo, la macrobiotica, l'igienismo e la paleodieta.

### Additivi alimentari attivi
Gli integratori alimentari attivi possono essere un utile complemento a una dieta sana. Ad esempio, un integratore ricco di vitamina C può aiutare a rafforzare il sistema immunitario e aumentare l'energia. Gli acidi grassi omega-3, d'altro canto, possono sostenere la salute del cuore e del cervello. Tuttavia, è importante ricordare che la dieta dovrebbe essere varia e includere una varietà di frutta fresca, verdura, proteine e grassi sani per fornire all'organismo tutto ciò di cui ha bisogno per funzionare al meglio.

### Diete religiose
Ogni religione storica raccomanda ai propri fedeli strettamente osservanti dei precisi precetti riguardo a quali cibi consumare e quale condotta alimentare seguire. Nella religione cattolica non vi sono particolari divieti tranne quello di astenersi dal consumo della carne i venerdì di Quaresima e il digiuno il Mercoledì delle Ceneri e il Venerdì Santo. Numerose e complesse sono invece le regole alimentari nell'ebraismo (Casherut) e nell'islamismo (Ḥalāl), che stabiliscono quali cibi possono essere utilizzati e come devono essere prodotti cucinati e consumati. L'induismo e il buddhismo invece raccomandano uno stile alimentare vegetariano per il rispetto di tutti gli esseri senzienti e quindi anche degli animali.

### Altre diete
Alcuni, come Peter D'Adamo, sostengono che il gruppo sanguigno influenzi la risposta del corpo umano a determinati cibi, teorizzando la dieta del gruppo sanguigno. La teoria non è supportata scientificamente.